# Yuji Nomi
Yuji Nomi (野見 祐二), Nomi Yūji (Tòquio (Japó), 19 de juliol, 1958), és un compositor japonès. El seu treball inclou les pel·lícules de l'Studio Ghibli Whisper of the Heart (Murmuris del cor, 1995) i The Cat Returns (La Haru al regne dels gats, 2002), així com la sèrie de televisió Kyoto Animation Nichijou (2011). El seu mentor va ser Ryūichi Sakamoto, a qui va ajudar amb Royal Space Force: The Wings of Honnêamise i The Last Emperor (L'últim emperador, totes dues el 1987).

## Biografia
Yuji Nomi va ser teclista d'una banda de rock progressiu a secundària junior i secundària senior. Va abandonar els estudis al departament de ciència i enginyeria mentre estava a la Universitat de Chuo, després de la qual cosa va començar a estudiar pintura. Quan se li va demanar a un amic que proporcionés música per acompanyar una exhibició d'art, Nomi va compondre la música. Al compositor Ryuichi Sakamoto li va agradar la seva música i, posteriorment, el va ajudar a publicar el seu primer àlbum, Oshare TV (おしゃれテレビ, Oshare Terebi), el 1986. Després va col·laborar amb Sakamoto en múltiples bandes sonores, ajudant a compondre i arranjar la banda sonora de The Adventures of Milo and Otis (Les Aventures de Chatran, 1986), arranjament addicional per a música de The Last Emperor (1987) i arranjament i composició de Royal Space Force: The Wings. de Honnêamise.
El seu primer treball per a Studio Ghibli va ser la banda sonora del llargmetratge d'animació Whisper of the Heart (1995), després de la qual va treballar en diversos projectes diferents per a ells, inclosos els curtmetratges Kujiratori (2001) i Koro no Daisanpo (2002), i el llargmetratge The Cat Returns (2002).

## Filmografia
Film

- The Adventures of Milo and Otis (1986, assistent de compositor i arranjador)[3]
- Royal Space Force: The Wings of Honnêamise (1987, arranjament i composició)[3]
- The Last Emperor (1987, arranjament i composició musicals addicionals)[3]
- Whisper of the Heart (1995, compositor)[3]
- Kujiratori (2001, compositor)[3]
- Koro no Daisanpo (2002, compositor)[3]
- The Cat Returns (2002, compositor)[3]
- Love Me, Love Me Not (2020)
- Totto-Chan: The Little Girl at the Window (2023)

Television

- Hanayome wa 16-sai! (1995)[4]
- Doku (live-action, 1996)[4]
- DxD (live-action, 1997)[4]
- NHK Special: Uchu Michi éno Daikikou (documentary, 2001)[4]
- Seizon Life (2002)[4]
- Hannari Kikutaro (2002)[4]
- NHK Special: Nankyoku Daikikou (documentary, 2003)[4]
- Hannari Kikutaro 2 (2004)[4]
- Phoenix (2004)[4]
- Bokurano (2007)[5]
- Nichijou (2011)[4]
- Say "I Love You." (2012, composer)[4]
- The Demon Sword Master of Excalibur Academy (2023)[6]

Video jocs

- Mansion of Hidden Souls (1994) - Compositor i arranjador (un de tres)
- Four-sight (1995) - Compositor i arranjador

## Discografia
- Oshare TV (1986)[7]
- Fantasia (1994)[4]